# Эркель, Ференц
Фе́ренц Э́ркель (венг. Erkel Ferenc; 7 ноября 1810 года, Дюла — 15 июня 1893 года, Будапешт) — венгерский композитор, пианист, дирижёр, музыкальный педагог, основоположник венгерской национальной оперы.

## Биография
Согласно семейному преданию, Ференц — потомок переселившегося в Венгрию голландца ван Эркеля. Рано обнаружил музыкальные способности. Учился у Генриха Клейна в Пресбурге. С юных лет концертировал как пианист и преподавал игру на фортепиано (1828—1835), а также служил капельмейстером (с 1890 года) в Коложваре (Клуж-Напоке). В 1835 году переехал в Пешт, где вскоре стал дирижёром Венгерского театрального общества. С 1838 по 1890 годы являлся главным дирижёром и руководителем Венгерского национального театра, возглавлял оркестр Пештского филармонического общества со времени его основания в 1853 году и до 1871 года, а с 1868 — руководитель Всевенгерского объединения хоровых обществ. В 1875—1889 гг. был первым директором и профессором по классу фортепиано (до 1886 года) в Венгерской музыкальной академии. Инициировал в 1872 году, вместе с Ференцем Листом, строительство нового здания Оперного театра в Будапеште, возведённого в 1884 году и стал его дирижёром со дня открытия.
Сыновья Эркеля — Дьюла (1842—1909), Элек (1843—1893), Ласло (1844—1896) и Шандор (1846—1900) тоже стали музыкантами.

## Творчество
Ференц Эркель является основоположником венгерской национальной оперы в самом буквальном смысле этого слова, ибо именно он создал первую венгерскую оперу. В большей части своих опер он отражал страницы трагической истории Венгрии: освобождение страны от захватчиков и борьбу с тиранией. Наиболее значительные — героико-лирические оперы «Ласло Хуньяди» и «Бан Банк». Для Эркеля характерно сочетание западноевропейских оперных традиций того времени и национального музыкального стиля (в частности, многие венгерские народные мелодии, например  использовал вербункош).
В своем творческом развитии Эркель продвигался от романтизма к реализму. В его операх стала значительнее роль народных масс, а во многих хоровых сценах народные песни стали чаще использоваться.
Автор «Торжественной увертюры» (1867), многочисленных фортепианных пьес, хоровых песен, в том числе гимна Венгрии (1844), а также музыки к так называемым народным театральным пьесам.

## Шахматная деятельность
Ференц Эркель считался одним из сильнейших венгерских шахматистов середины XIX в. Стал серьёзно заниматься шахматами с конца 30-х годов. Принимал участие в матче по переписке Пешт — Париж в 1842—1845 гг. (ходы обсуждались коллективно, венгры выиграли 2:0). В 1859 основал в Пеште первый шахматный клуб, которым руководил до конца жизни.

## Память
- Его имя носит оперный театр в Будапеште.
- В 1952 году режиссёр Мартон Келети снял художественный фильм «Эркель» (в советском прокате «Венгерские мелодии»)

## Оперы
- «Мария Батори» / Bátori Mária (1840, два акта)
- «Ласло Хуньяди» / Hunyadi László (1844, четыре акта; исполнялась на открытии нового здания Венгерской государственной оперы в 1884 году)
- «Елизавета» / Erzsébet (1857, три акта, Ф. Эркель является автором только второго акта)
- «Бан Банк» / Bánk bán (1861, три акта; исполнялась на открытии нового здания Венгерской государственной оперы в 1884 году)
- «Шарольта» / Sarolta (1862, три акта)
- «Дёрдь Дожа»[2] / Dózsa György (1867, пять актов)
- «Георгий Бранкович»[3] / Brankovics György (1874, четыре акта)
- «Безымянные герои» / Névtelen hősök (1880, четыре акта)
- «Король Иштван»[4] / István király (1885, четыре акта, все оперы — Будапешт)
- «Шимон Кемень» / Kemény Simon (неокончена, сохранились лишь отрывки, планировалось три акта)